# Blankenburger Straße 15 (Quedlinburg)

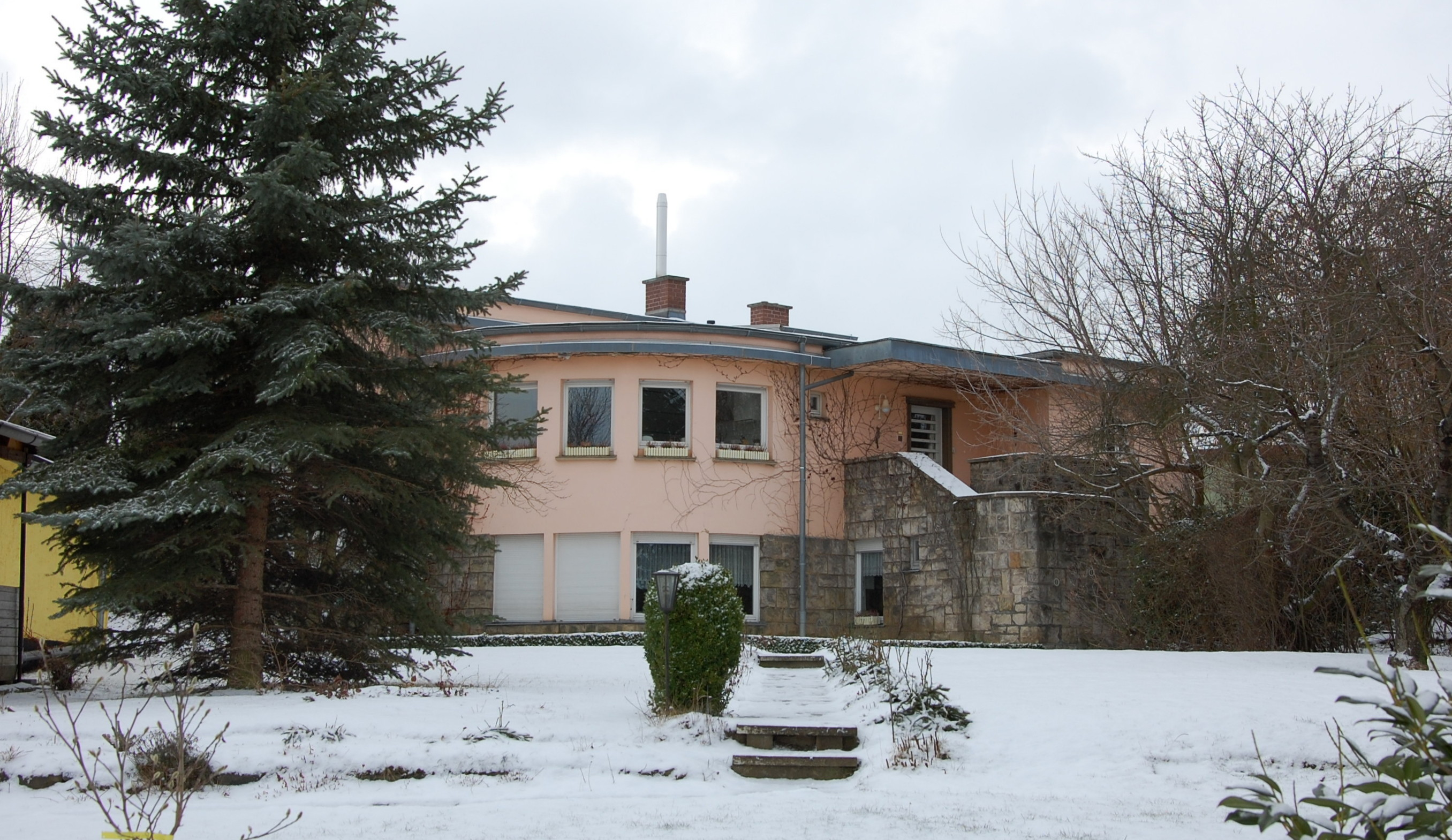
Villa Blankenburger Straße 15

Das Haus Blankenburger Straße 15 ist eine denkmalgeschützte Villa in der Stadt Quedlinburg in Sachsen-Anhalt.

## Lage
Sie liegt in einer Hanglage westlich der historischen Quedlinburger Altstadt und ist im Quedlinburger Denkmalverzeichnis eingetragen.

## Architektur und Geschichte
Die Villa entstand im Jahr 1947 für den Kaufmann Wilhelm Schünke. Der an den Stil des Neuen Bauens der 1920er Jahre anknüpfende Bau wurde im Jahr 1945 durch den Halberstädter Architekten Alfred Ludwig entworfen. Das Haus  präsentiert sich als kubisch gestaffelter Bau, wobei der Baukörper über Eck angeordnet ist. Zur Anlage gehört auch ein langgezogenes Nebengelass, das als Garage und Schuppen dient. Auch die Grundstücksumfriedung sowie der Garten sind im Stil der 1920er Jahre angelegt.